# Lucius Saenius
Lucius Saenius Balbinus est un sénateur romain de la fin de la République romaine et du début de l'Empire romain, consul suffect en 30 av. J.-C.

## Famille
Lucius Saenius Balbinus est probablement le fils d'un sénateur du même nom, mentionné par Salluste, mais qui n'a pas atteint de magistratures élevées. Il doit en partie sa carrière aux Aemilii Lepidi mais est considéré comme un des hommes qui doivent leurs carrières à Octavien et que le futur empereur peut utiliser à ses propres fins.

## Biographie

### Proscription (43)
Il est possible que Lucius Saenius ait été ajouté à la liste des proscrits de 43 av. J.-C. par Marc Antoine, peut-être parce qu'il a pris le parti d'Octavien lors de la guerre civile de Modène. Il semble qu'il ait alors trouvé refuge auprès de Sextus Pompée qui recueille à ce moment-là les proscrits en Sicile, malgré l'hostilité entre les Aemilii Lepidi et les Pompei. Lucius Saenius bénéficie de la restitutio lors de la conclusion de la paix de Misène.

### Consulat suffect (30)
Lucius Saenius est nommé consul suffect pour les deux derniers mois de l'année 30 av. J.-C.. Au cours de son mandat, il est l'auteur de la lex Saenia, qui régule l'adlectio des plébéiens au patriciat au moyen d'une lex curiata, une loi des comices curiates,. Il intervient également pour protéger Junia Secunda, qui est accusée par Mécène d'être impliquée dans la conspiration menée par son fils Lépide le Jeune contre Octavien cette même année 30 av. J.-C., en acceptant la caution payée par son époux Lépide, ancien triumvir.